# Lamia Alzenan
Lamia Alzenan –en árabe, لمياء الزنان– (nacida el 23 de febrero de 1991) es una deportista egipcia que compite en judo. Ganó una medalla de bronce en los Juegos Panafricanos de 2019, y  dos medallas de plata en el Campeonato Africano de Judo en los años 2018 y 2019.

## Palmarés internacional
| Juegos Panafricanos | Juegos Panafricanos         | Juegos Panafricanos | Juegos Panafricanos |
| Año                 | Lugar                       | Medalla             | Categoría           |
| ------------------- | --------------------------- | ------------------- | ------------------- |
| 2019                | Rabat (Marruecos)           | Medalla de bronce   | –57 kg              |
| Campeonato Africano |                             |                     |                     |
| Año                 | Lugar                       | Medalla             | Categoría           |
| 2018                | Túnez (Túnez)               | Medalla de plata    | –57 kg              |
| 2019                | Ciudad del Cabo (Sudáfrica) | Medalla de plata    | –57 kg              |